# ساوث بيتش
ساوث بيتش بالإنجليزية South Beach ويختصار بSoBe هو حي في ميامي بيتش في فلوريدا الحي يقع شرق مدينة ميامي المنطقة تضم عديد من الجزر التي تشكل حاجز لشاطئ ميامي بيتش. شاهدت منطقة ساوث بيتش العديد من التغييرات الاصطناعية والطبيعية على مر السنين وازدهر الاقتصاد السياحي فيها وفي عام 1926 ضرب ساوث بيتش اعصار ادى إلى تدمير جانب كبير من الممتلكات العامة والخاصة.في إحصاء عام 2010 تم تقدير عدد سكان ساوث بيتش ب391 الف نسمة تعيش في المنطقة

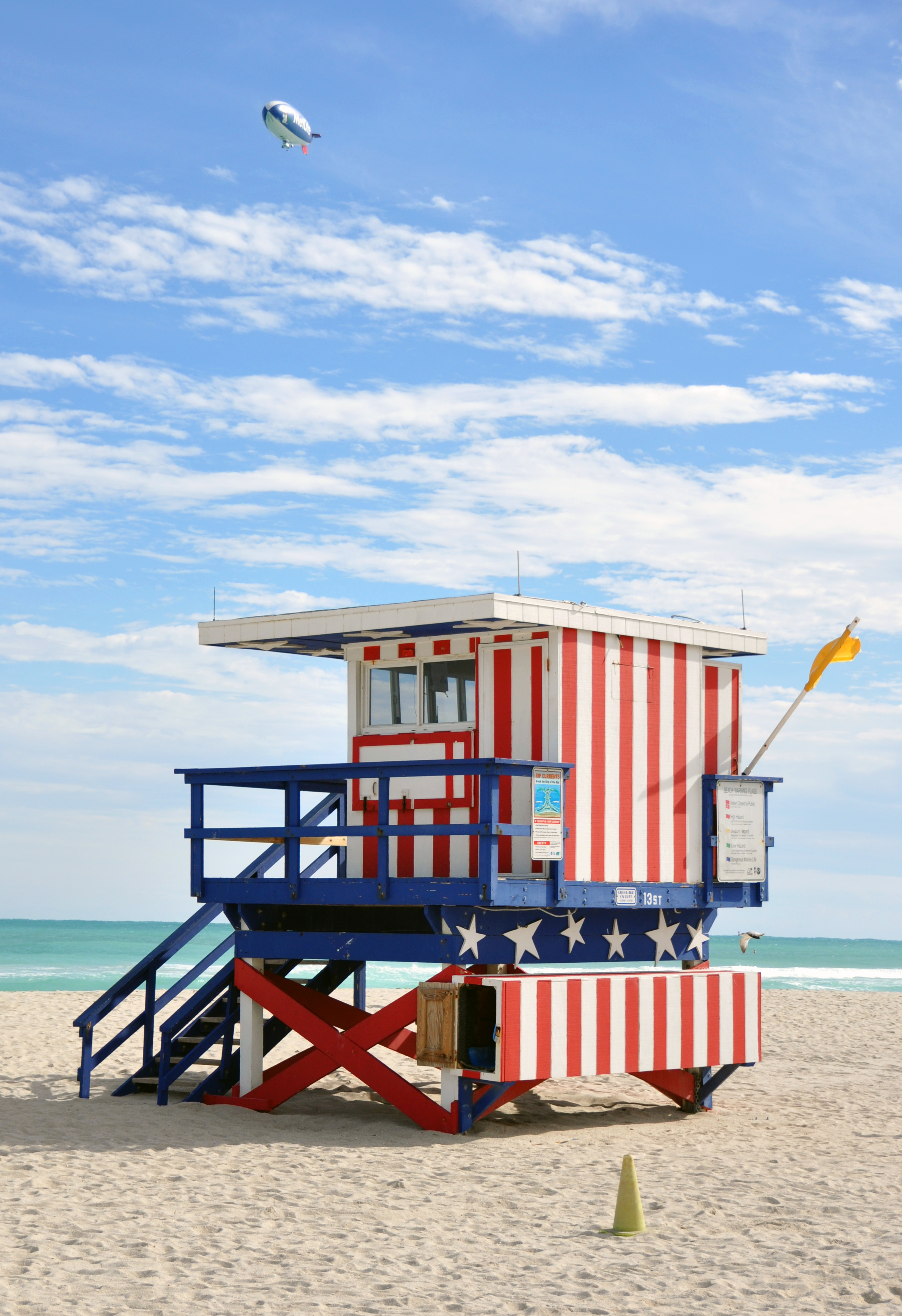
بيت صغير لرجل الإنقاذ في ساوث بيتش

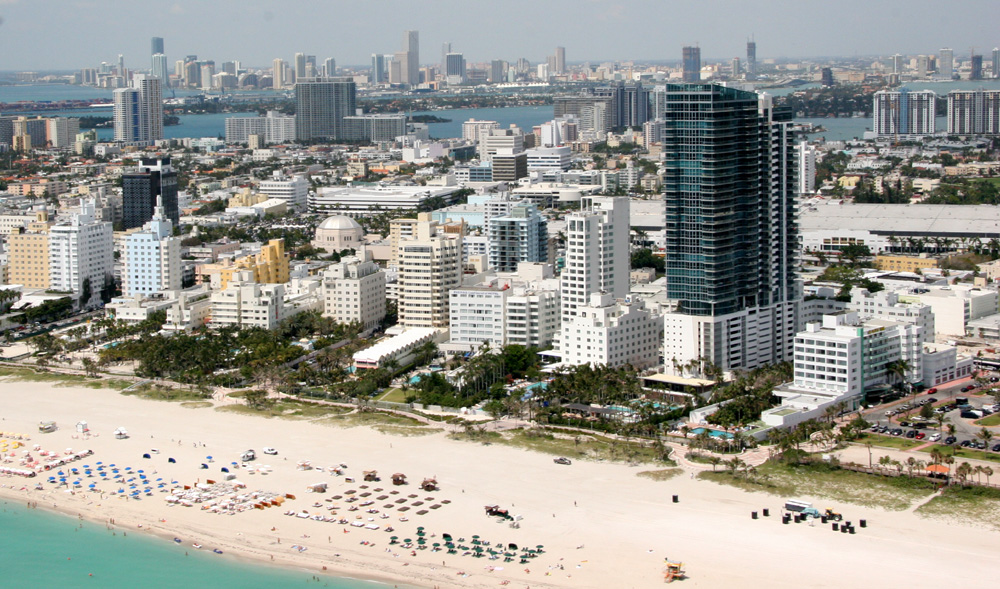
صورة جوية لساوث بيتش

## المناخ
يظهر الجدول التالي التغييرات المناخية على مدار السنة لساوث بيتش:
| البيانات المناخية لـساوث بيتش     | البيانات المناخية لـساوث بيتش | البيانات المناخية لـساوث بيتش | البيانات المناخية لـساوث بيتش | البيانات المناخية لـساوث بيتش | البيانات المناخية لـساوث بيتش | البيانات المناخية لـساوث بيتش | البيانات المناخية لـساوث بيتش | البيانات المناخية لـساوث بيتش | البيانات المناخية لـساوث بيتش | البيانات المناخية لـساوث بيتش | البيانات المناخية لـساوث بيتش | البيانات المناخية لـساوث بيتش | البيانات المناخية لـساوث بيتش |
| الشهر                             | يناير                         | فبراير                        | مارس                          | أبريل                         | مايو                          | يونيو                         | يوليو                         | أغسطس                         | سبتمبر                        | أكتوبر                        | نوفمبر                        | ديسمبر                        | المعدل السنوي                 |
| --------------------------------- | ----------------------------- | ----------------------------- | ----------------------------- | ----------------------------- | ----------------------------- | ----------------------------- | ----------------------------- | ----------------------------- | ----------------------------- | ----------------------------- | ----------------------------- | ----------------------------- | ----------------------------- |
| متوسط درجة الحرارة الكبرى °ف (°م) | 73 (23)                       | 73 (23)                       | 79 (26)                       | 81 (27)                       | 86 (30)                       | 88 (31)                       | 90 (32)                       | 90 (32)                       | 88 (31)                       | 84 (29)                       | 79 (26)                       | 75 (24)                       | 82 (28)                       |
| متوسط درجة الحرارة الصغرى °ف (°م) | 54 (12)                       | 54 (12)                       | 59 (15)                       | 63 (17)                       | 68 (20)                       | 72 (22)                       | 73 (23)                       | 73 (23)                       | 73 (23)                       | 68 (20)                       | 61 (16)                       | 55 (13)                       | 64 (18)                       |
| الهطول إنش (مم)                   | 2.4 (62)                      | 3.0 (76)                      | 3.5 (89)                      | 2.7 (69)                      | 3.7 (95)                      | 5.7 (144)                     | 5.8 (147)                     | 5.9 (151)                     | 7.4 (189)                     | 6.3 (161)                     | 3.2 (81)                      | 2.0 (51)                      | 51.6 (1٬315)                  |
| متوسط الأيام الممطرة              | 8                             | 7                             | 8                             | 5                             | 10                            | 14                            | 15                            | 16                            | 15                            | 10                            | 8                             | 7                             | 123                           |
| ساعات سطوع الشمس اليومية          | 7                             | 8                             | 9                             | 9                             | 9                             | 9                             | 9                             | 9                             | 8                             | 8                             | 7                             | 7                             | 8                             |
| المصدر: Weather2Travel            |                               |                               |                               |                               |                               |                               |                               |                               |                               |                               |                               |                               |                               |